# Hosby (Vormsi)
Hosby is een plaats in de Estlandse gemeente Vormsi, provincie Läänemaa. De plaats heeft de status van dorp (Estisch: küla).
Dat Hosby een Zweedse naam heeft komt doordat tot in 1944 voornamelijk Estlandzweden op het eiland Vormsi woonden. In dat jaar vluchtte vrijwel de hele bevolking voor het oprukkende Rode Leger over de Oostzee naar Zweden. By betekent ‘dorp’; hos is waarschijnlijk afgeleid van het Duitse woord Hof, ‘landgoed’. De naam betekent dus ‘landgoed-dorp’, het landgoed is het landgoed van Söderby, dat bestond tussen 1604 en ca. 1753. In Hosby heeft het landhuis van het landgoed gestaan, dat niet bewaard is gebleven.

## Bevolking
Het dorp is vrijwel onbewoond, zoals blijkt uit het volgende staatje:
| Jaar            | 2011 | 2018 | 2020 | 2021 |
| --------------- | ---- | ---- | ---- | ---- |
| Aantal inwoners | 0    | < 4  | 4    | 3    |

## Ligging
Hosby ligt aan de baai Kroken aan de zuidoostkant van het eiland Vormsi. Onder het dorp vallen het schiereiland Långaurn en een paar onbewoonde eilandjes, waarvan Obholmsgrunne met 0,022 ha het grootste is.
Het zuidoostelijk deel van het dorp wordt Obholmen (Estisch: Upholmi) genoemd.

## Geschiedenis
Hosby werd pas in de vroege jaren twintig van de 20e eeuw een apart dorp. Voor die tijd viel het onder het noordelijke buurdorp Söderby.